# 司法区宫

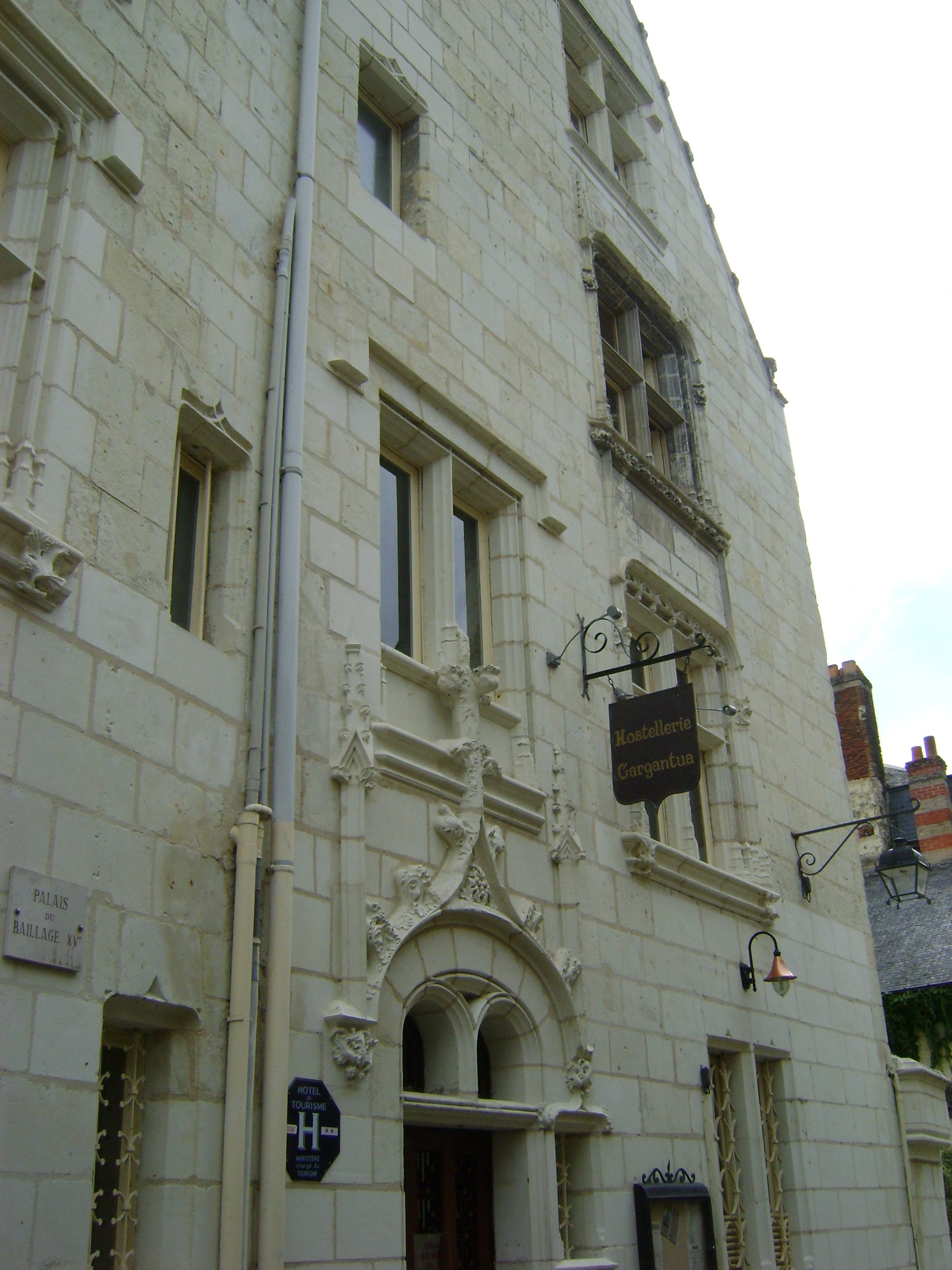

司法区宫（Palais du Bailliage）是一座法式府邸，建于15世纪，位于法国中央-卢瓦尔河谷大区安德尔-卢瓦尔省希农伏尔泰街（rue Voltaire）73号、宫殿街（rue du Palais）1号。1962年12月26日列为法国历史遗迹。